# México nos Jogos Pan-Americanos de 2007
O México competiu nos Jogos Pan-Americanos de 2007 no Rio de Janeiro, no Brasil. A delegação, que teve como objetivo a quinta colocação no quadro de medalhas, contou com 400 atletas acompanhados de 218 membros de apoio, entre dirigentes, médicos, técnicos e auxiliares. As vice-campeãs olímpicas Ana Guevara, do atletismo; Belén Méndez Guerrero, do ciclismo, e o campeão mundial de canoagem Everardo Cristóbal Quirino foram alguns dos principais destaques da equipe mexicana.

## Medalhas

### Ouro
- José David Galván: Atletismo - 10000 metros masculino
- Ana Guevara: Atletismo - 400 metros feminino
- María Romary Rifka: Atletismo - Salto em altura feminino
- Carlos Cuadras Quiroa: Boxe - Peso galo (até 54 kg)
- Manuel Cortina: Canoagem - K-1 500 metros masculino
- Jesús Valdéz e Manuel Cortina: Canoagem - K-2 500 metros masculino
- Jesús Valdéz e Manuel Cortina: Canoagem - K-2 1000 metros masculino
- José Cristóbal Quirino: Canoagem - C-1 500 metros masculino
- José Cristóbal Quirino: Canoagem - C-1 1000 metros masculino
- Vanessa Zambotti: Judô - Acima de 78 kg feminino
- Carolina Valencia: Levantamento de peso - até 48 kg feminino
- Paola Espinosa: Saltos ornamentais - Trampolim de 3 m feminino
- Paola Espinosa: Saltos ornamentais - Plataforma de 10 m feminino
- Paola Espinosa e Laura Sánchez: Saltos ornamentais - Trampolim de 3 m sincrnizado feminino
- Erick Gálvez: Squash - Individual masculino
- Alejandra Gaal: Taekwondo - até 49 kg feminino
- Iridia Salazar: Taekwondo - até 57 kg feminino
- María del Rosario Espinoza: Taekwondo - acima de 67 kg feminino

### Prata
- Juan Luis Barrios: Atletismo - 1500 metros masculino
- Juan Luis Barrios: Atletismo - 5000 metros masculino
- Horacio Nava: Atletismo - 50 km de marcha atlética masculino
- Giovanni Lanaro: Atletismo - Salto com vara masculino
- Dulce María Rodríguez: Atletismo - 10000 metros feminino
- María Teresa Rugerio, Gabriela Medina, Zudykey Rodríguez e Ana Guevara: Atletismo - 4x400 metros feminino
- Talis Apud: Atletismo - 3000 metros com obstáculos feminino
- Daniel Falconi: Boliche - Individual masculino
- Gilberto Soriano e José Cristóbal Quirino: Canoagem - C-2 500 metros masculino
- Bertha Gutiérrez: Caratê - até 60 kg feminino
- Belén Méndez Guerrero: Ciclismo - Estrada feminino
- Alexandra Herrera: Ciclismo - Estrada contra o relógio feminino
- Cynthia Valdéz Pérez: Ginástica rítmica - Individual geral
- Rut Castillo Galindo: Ginástica rítmica - Arco individual
- Cinthya Domínguez: Levantamento de peso - até 69 kg feminino
- Damaris Aguirre: Levantamento de peso - até 75 kg feminino
- Patricia Castañeda Miyamoto: Natação - 400 metros livre feminino
- Patricia Castañeda Miyamoto: Natação - 800 metros livre feminino
- Analicia Ramírez Esnaurrizar e Lila Pérez Rul Rivero: Remo - Skiff duplo peso leve feminino
- Rommel Pacheco: Saltos ornamentais - Plataforma de 10 m masculino
- Laura Sánchez: Saltos ornamentais - Trampolim de 3 m feminino
- Paola Espinosa e Tatiana Ortíz Galicia: Saltos ornamentais - Plataforma de 10 m sincronizada feminino
- Aida Román: Tiro com arco - Individual feminino
- Tania Elias Calles: Vela - Classe Laser Radial

### Bronze
- Alejandro Suárez: Atletismo - 10000 metros masculino
- Omar Zepeda de León: Atletismo - 50 km de marcha atlética masculino
- Procopio Franco: Atletismo - Maratona masculino
- Leticia Rocha de la Cruz: Atletismo - 5000 metros feminino
- María Esther Sánchez: Atletismo - 20 km de marcha atlética feminino
- Equipe: Beisebol masculino
- Adriana Pérez e Sandra Gongora: Boliche - Duplas feminino
- Braulio Ávila Juárez: Boxe - Peso mosca (até 51 kg)
- Anca Ionela Mateescu: Canoagem - K-1 500 metros feminino
- Belén Méndez Guerrero: Ciclismo - Corrida por pontos feminino
- Laura Macouzet: Ciclismo - Mountain bike feminino
- Rut Castillo Galindo: Ginástica rítmica - Individual geral
- Cynthia Valdéz Pérez: Ginástica rítmica - Corda individual
- Cynthia Valdéz Pérez: Ginástica rítmica - Maças individual
- Cynthia Valdéz Pérez: Ginástica rítmica - Fita individual
- Equipe: Ginástica rítmica - Equipes geral final (2º exercício)
- Equipe: Futebol masculino
- Óscar Aguilar: Luta greco-romana - Até 96 masculino
- Juan José Veloz Davila: Natação - 200 metros borboleta masculino
- Erick Gálvez, Jorge Baltazar e Marcos Méndez: Squash - Equipe masculino
- Samantha Terán: Squash - Individual feminino
- Samantha Terán, Karina Herrera Zuñiga e Nayelli Hernández: Squash - Equipe feminino
- José Luis Ramírez: Taekwondo - Até 80 kg masculino
- Santiago González e Víctor Romano: Tênis - Duplas masculino
- Roberto Elias Orozco: Tiro - Carabina de ar 10m masculino
- Ariel Flores Gómez: Tiro - Skeet masculino
- Alix Moncada Aguirre: Tiro - Carabina de ar 10m feminino
- Jorge Chapoy, Juan René Serrano e Eduardo Vélez: Tiro com arco - Equipes masculino
- David Mier y Terán: Vela - Classe RS:X masculino
- Andrés Akle Carranza e Jorge Xavier Murrieta: Vela - Classe Snipe
- Mayra López e Bibiana Candelas: Voleibol de praia feminino

## Desempenho

### Basquetebol
Feminino
- Fase de grupos
  - Derrota para o CAN Canadá, 63-74
  - Derrota para o BRA Brasil, 44-88
  - Derrota para a JAM Jamaica, 46-69

- Classificação 5º-8º lugar
  - Derrota para a COL Colômbia, 55-62

- Disputa pelo 7º lugar
  - Vitória sobre a JAM Jamaica, 63-56 → 7º lugar

### Beisebol
Masculino
- Fase de grupos
  - Derrota para CUB Cuba, 1-8
  - Vitória sobre o PAN Panamá, 9-0
  - Vitória sobre a VEN Venezuela, 3-2

- Semifinal
  - Derrota para os USA Estados Unidos, 1-2 →  Bronze

### Futebol
Feminino
- Fase de grupos
  - Vitória sobre o PAR Paraguai, 5-0
  - Derrota para a ARG Argentina, 0-1
  - Vitória sobre o PAN Panamá, 2-0
  - Vitória sobre os USA Estados Unidos, 3-2

- Semifinal
  - Derrota para o BRA Brasil, 0-2

- Disputa pelo terceiro lugar
  - Derrota para o CAN Canadá, 1-2 → 4º lugar

Masculino
- Fase de grupos
  - Empate com a BOL Bolívia, 1-1
  - Vitória sobre a VEN Venezuela, 2-0
  - Vitória sobre os USA Estados Unidos, 2-0

- Semifinal
  - Derrota para a JAM Jamaica, 4-5 nos pênaltis (0-0 no tempo normal)

- Disputa pelo terceiro lugar
  - Vitória sobre a BOL Bolívia, 1-0 →  Bronze

### Handebol
Feminino
- Fase de grupos
  - Derrota para o BRA Brasil, 15-38
  - Derrota para CUB Cuba, 15-31
  - Vitória sobre o CAN Canadá, 23-20

- Disputa de 5º-8º lugar
  - Vitória sobre PUR Porto Rico, 21-20

- Disputa pelo 5º lugar
  - Vitória sobre o CAN Canadá, 37-36 → 5º lugar

Masculino
- Fase de grupos
  - Derrota para a ARG Argentina, 16-40
  - Derrota para a DOM República Dominicana, 24-36
  - Derrota para o URU Uruguai, 21-31

- Disputa de 5º-8º lugar
  - Derrota para o CHI Chile, 27-28

- Disputa pelo 7º lugar
  - Derrota para o CAN Canadá, 32-34 → 8º lugar

### Natação
Maratona aquática 10 km feminina
- Alejandra Galán López: 2h18m26s0 → 8º lugar
- Imelda Martínez: 2h23m52s3 → 10º lugar

Maratona aquática 10 km masculino
- Manuel Chiu: 2h06m19s6 → 6º lugar
- Luis Escobar: 2h08m08s0 → 11º lugar

### Pólo aquático
Masculino
- Fase de grupos
  - Vitória sobre PUR Porto Rico, 6-3
  - Derrota para os USA Estados Unidos, 3-18
  - Derrota para o BRA Brasil, 8-12

- Classificação 5º-8º lugar
  - Derrota para a ARG Argentina, 8-9

- Disputa pelo 7º lugar
  - Vitória sobre PUR Porto Rico, 10-5 → 7º lugar

### Voleibol
Feminino
- Fase de grupos
  - Derrota para a DOM República Dominicana, 0-3 (23-25, 16-25, 19-25)
  - Derrota para o PER Peru, 0-3 (16-25, 23-25, 17-25)
  - Derrota para o BRA Brasil, 0-3 (16-25, 15-25, 17-25)

- Disputa de 5º-8º lugar
  - Derrota para PUR Porto Rico, 0-3 (19-25, 21-25, 18-25)

- Disputa pelo 7º lugar
  - Vitória sobre a CRC Costa Rica, 3-2 (25-17, 22-25, 25-8, 16-25, 15-12) → 7º lugar

Masculino
- Fase de grupos
  - Derrota para CUB Cuba, 0-3 (20-25, 18-25, 20-25)
  - Derrota para o CAN Canadá, 1-3 (25-17, 19-25, 27-29, 19-25)
  - Derrota para o BRA Brasil, 0-3 (17-25, 23-25, 21-25)

- Disputa de 5º-8º lugar
  - Derrota para PUR Porto Rico, 0-3 (19-25, 19-25, 18-25)

- Disputa pelo 7º lugar
  - Derrota para o CAN Canadá, 0-3 (24-26, 22-25, 20-25) → 8º lugar